# Podochela brasiliensis
Podochela brasiliensis is een krabbensoort uit de familie van de Inachidae. De wetenschappelijke naam van de soort is voor het eerst geldig gepubliceerd in 1972 door Coelho.